# Ny1 Columbae
Ny1 Columbae ( ν1 Columbae, förkortat Ny1 Col,  ν1 Col) som är stjärnans Bayerbeteckning, är en ensam stjärna belägen i norra delen av stjärnbilden Duvan. Den har en skenbar magnitud på 6,14 och är svagt synlig för blotta ögat där ljusföroreningar inte förekommer. Baserat på en årlig parallaxförskjutning på 25,40 mas, beräknas den befinna sig på ett avstånd av 128 ljusår (39 parsek) från solen. 

## Egenskaper
Ny1 Columbae är en underjättestjärna av typ F och av spektralklass F0 IV, Stjärnan har en massa som är 1,41 gånger solens massa  och en radie som är 1,61  gånger solens radie. Den avger omkring 4,3 gånger mer energi än solen från dess yttre atmosfär vid en effektiv temperatur på 7 079 K.  Den roterar snabbt med en projicerad rotationshastighet på 161 km/s.